# Micreremites bhutanica
Micreremites bhutanica là một loài bướm đêm trong họ Erebidae.